# المبادرة الوطنية للإدارة والتغيير في سوريا
المبادرة الوطنية للإدارة والتغيير في سوريا هو حزب سياسي سوري. يتزعمه حسن النوري، رجل الأعمال الثري ووزير سابق وعضو مجلس النواب الذي ترشح للانتخابات الرئاسية السورية عام 2014، وحصل على 500,279 صوتًا، بنسبة 4.3٪ من إجمالي الناخبين. وزعم الحزب أنه سيتصدى للفساد ويعزز الاقتصاد الفعال ويعزز التغيير في سوريا.
روج الحزب لليبرالية الاقتصادية من خلال التعهد بإعادة توزيع ثروة الأسر الحاكمة القليلة في البلاد وإعادة بناء الطبقة الوسطى بشعار «الارتقاء بالتشريعات الاقتصادية».  تأسس في عام 2012 ويأمل في خلق آليات للتفاعل بين الشركات والمجتمعات داخل سوريا.
تحدى الحزب بشكل وهمي نظام الحاكم الوحيد من خلال دستور سوريا.  وقال النوري، رغم خسارته في الانتخابات، «التحالف انتهى الآن بعد أن تسرب الفساد إليه، وأنا متفائل بتحقيق النصر قريباً». 
كما يعارض الحزب الجماعات المتمردة في الحرب الأهلية السورية، وينتقد الجيش السوري الحر والتدخل الذي تقوده الولايات المتحدة في سوريا. كما انتقد موقف اسرائيل.